# No World Order
No World Order es el séptimo álbum de estudio de la banda alemana de power metal Gamma Ray, lanzado en 2001. Es un disco conceptual que denuncia los crímenes del gobierno en la sombra, el Nuevo Orden Mundial. Las canciones más destacadas de este álbum pueden ser Dethrone Tyranny, New World Order, Lake of Tears o Follow Me.

## Curiosidades del álbum
Se hizo un video para la canción Eagle.
Es el segundo álbum que tiene presentación (Introduction - Dethrone Tyranny) después del Heading for Tomorrow (Welcome - Lust for Life).
No World Order, Powerplant, Majestic y Land of the Free II contienen al final una canción larga con comienzo balado y después suele seguir o con una parte más fuerte o con el resto del tema igual.
Este álbum y el Majestic son los únicos hasta la fecha que el nombre del álbum y la canción principal se parecen pero no son iguales, No World Order - New World Order y Majestic-Majesty.

## Listado de canciones
Todas las canciones escritas y compuestas por Kai Hansen, excepto las que están indicadas. 
| N.º   | Título                           | Escritor(es)   | Duración |  |
| 1.    | «Induction»                      |                | 1:01     |  |
| 2.    | «Dethrone Tyranny»               | Dan Zimmermann | 4:14     |  |
| 3.    | «The Heart of the Unicorn»       |                | 4:46     |  |
| 4.    | «Heaven or Hell»                 |                | 4:16     |  |
| 5.    | «New World Order»                |                | 5:01     |  |
| 6.    | «Damn the Machine»               | Dan Zimmermann | 5:04     |  |
| 7.    | «Solid»                          |                | 4:23     |  |
| 8.    | «Fire Below»                     |                | 5:34     |  |
| 9.    | «Follow Me»                      | Henjo Richter  | 4:43     |  |
| 10.   | «Eagle»                          |                | 6:06     |  |
| 11.   | «Lake of Tears»                  | Henjo Richter  | 6:48     |  |
| 12.   | «Trouble» (Japanese Bonus Track) |                | 5:19     |  |
| 52:00 |                                  |                |          |  |

## Músicos
- Kai Hansen, guitarra, voces.
- Henjo Richter, guitarra, teclado, guitarra acústica en "Lake of Tears".
- Dirk Schlächter, bajo.
- Dan Zimmermann, batería.